# Himeromima aulis
Himeromima aulis là một loài bướm đêm trong họ Geometridae.